# Pokéwalker

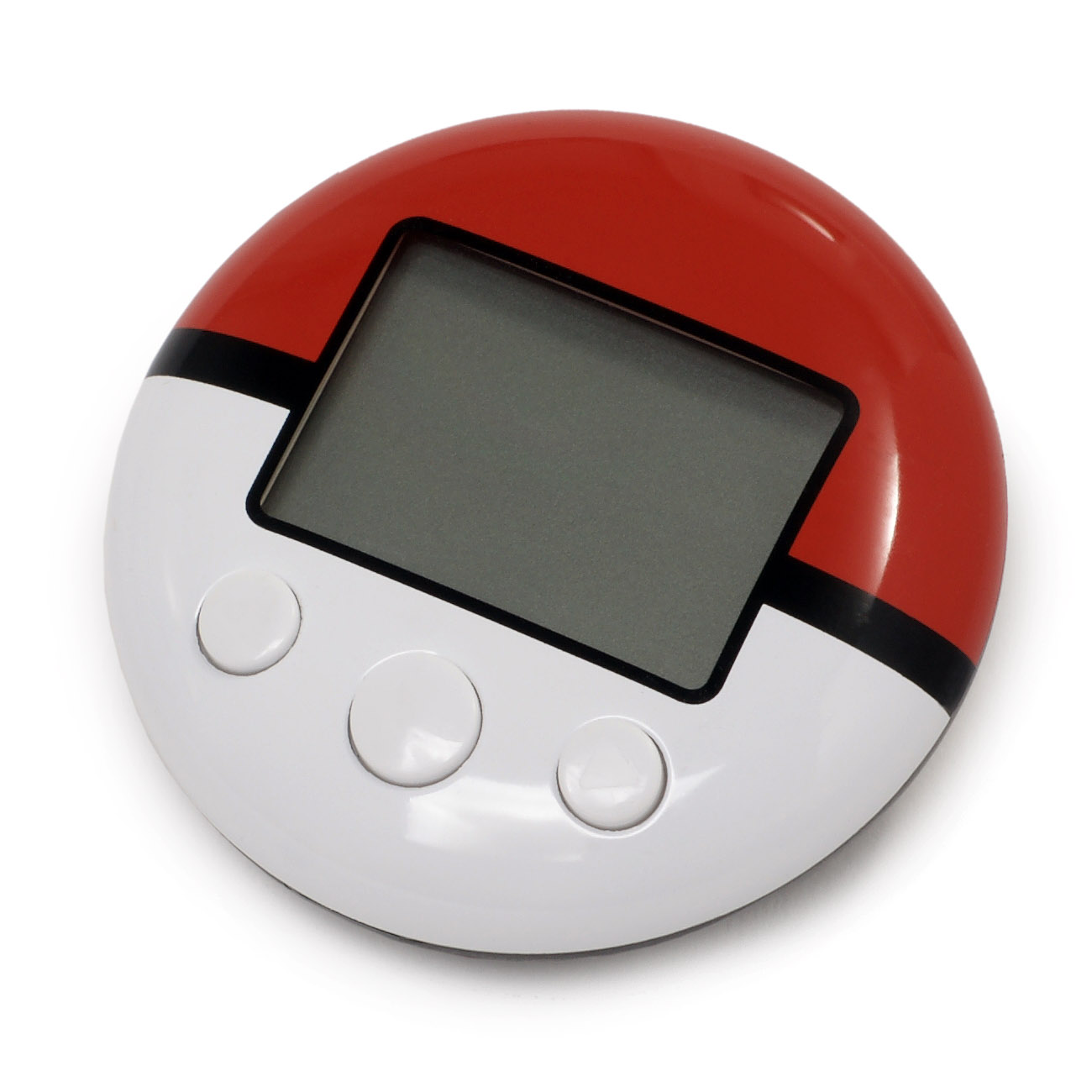
O PokéWalker.

O Pokéwalker é um pedômetro e acessório para o Nintendo DS no formato de uma pokébola que pode se conectar, através de raios infravermelhos, aos jogos Pokémon HeartGold & SoulSilver. Com ele, é possível treinar e capturar pokémons e obter novos itens. Só é vendido em conjunto com os dois jogos. Estudos conduzidos pela Iowa State University afirmaram que o Pokéwalker é um dos pedometros mais precisos que existe.

## Áreas
Assim como os jogos da série Pokémon, o Pokéwalker também possui áreas, só que bem diferentes e com um gráfico bem inferior (quase que do mesmo nível que Pokémon Red & Blue). As batalhas entre os Pokémons  podem ser feitas quando os encontram nessas áreas e nos matos. Na batalha há as opções de ataque e evasiva (semelhante ao do anime). São vinte e sete áreas ao total (incluindo as acessíveis através de eventos) e que se baseiam em três das quatro regiões do mundo Pokémon. Nem todas são conhecidas, pois elas são liberadas aos poucos, conforme os Watts acumulados e os eventos liberados. Todas as áreas possuem 3 gêneros de pokemons que reduzem em 25% a utilização de passos quando o Pokemon acompanhante e desse gênero.